# 5509 Rennsteig
Az 5509 Rennsteig (ideiglenes jelöléssel 1988 RD3) a Naprendszer kisbolygóövében található aszteroida. Freimut Börngen fedezte fel 1988. szeptember 8-án.